# Idrocronometro del Pincio

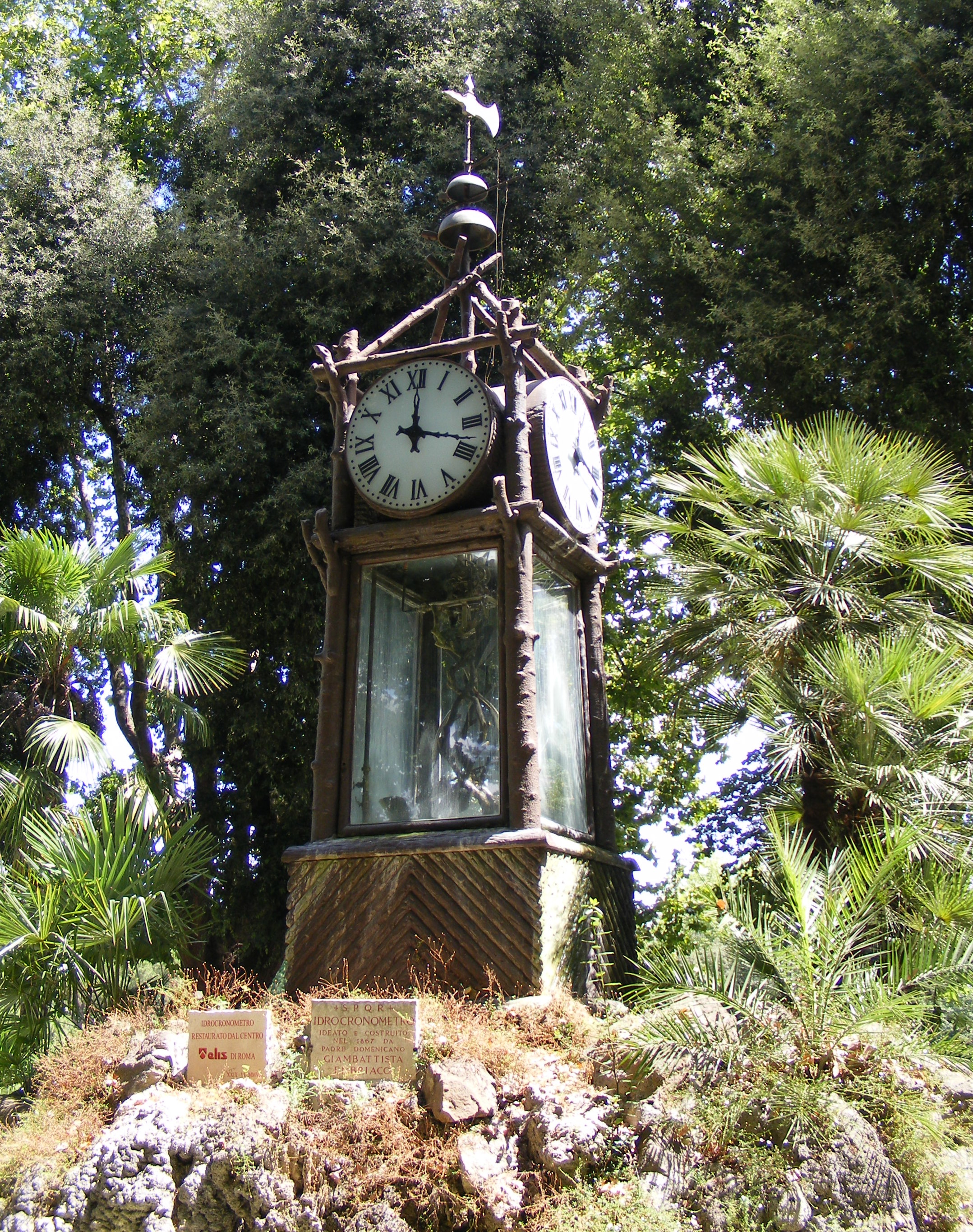
Veduta dell'orologio ad acqua

La fontana dell'orologio o idrocronometro del Pincio è un orologio pubblico ad acqua posizionato all'interno di Villa Borghese a Roma.

## Storia
L’orologio venne ideato nel 1867 da Giovan Battista Embriaco, un frate domenicano di origine ligure, egli fu un grande appassionato di orologi tanto che all’età di 17 anni costruì il suo primo orologio. 
A realizzare l’orologio ad acqua presente al Pincio furono i fratelli Granaglia di Torino, e questo fu installato poi nel 1873.

## Descrizione
L’orologio presente a Villa Borghese è disposto su un isolotto al centro di un piccolo lago, si poggia su un basamento in ghisa disposto sopra delle pietre. L’altezza della struttura è pari a circa quattro metri e su ogni lato della struttura vi sono dei vetri sopra i quali sono disposti dei quadranti in vetro, posizionati nella porzione superiore. Quest’ultimi riportano i numeri romani e le lancette in ottone. La struttura riproduce i tronchi degli alberi, inserendosi perfettamente nell’ambiente naturale circostante. 
Una lapide accanto all’orologio riporta la data del 1867, anno in cui Padre Giovan Battista Embriaco presentò il modello all'Esposizione universale di Parigi, dove l'orologio non venne mai tolto dal suo imballaggio. 

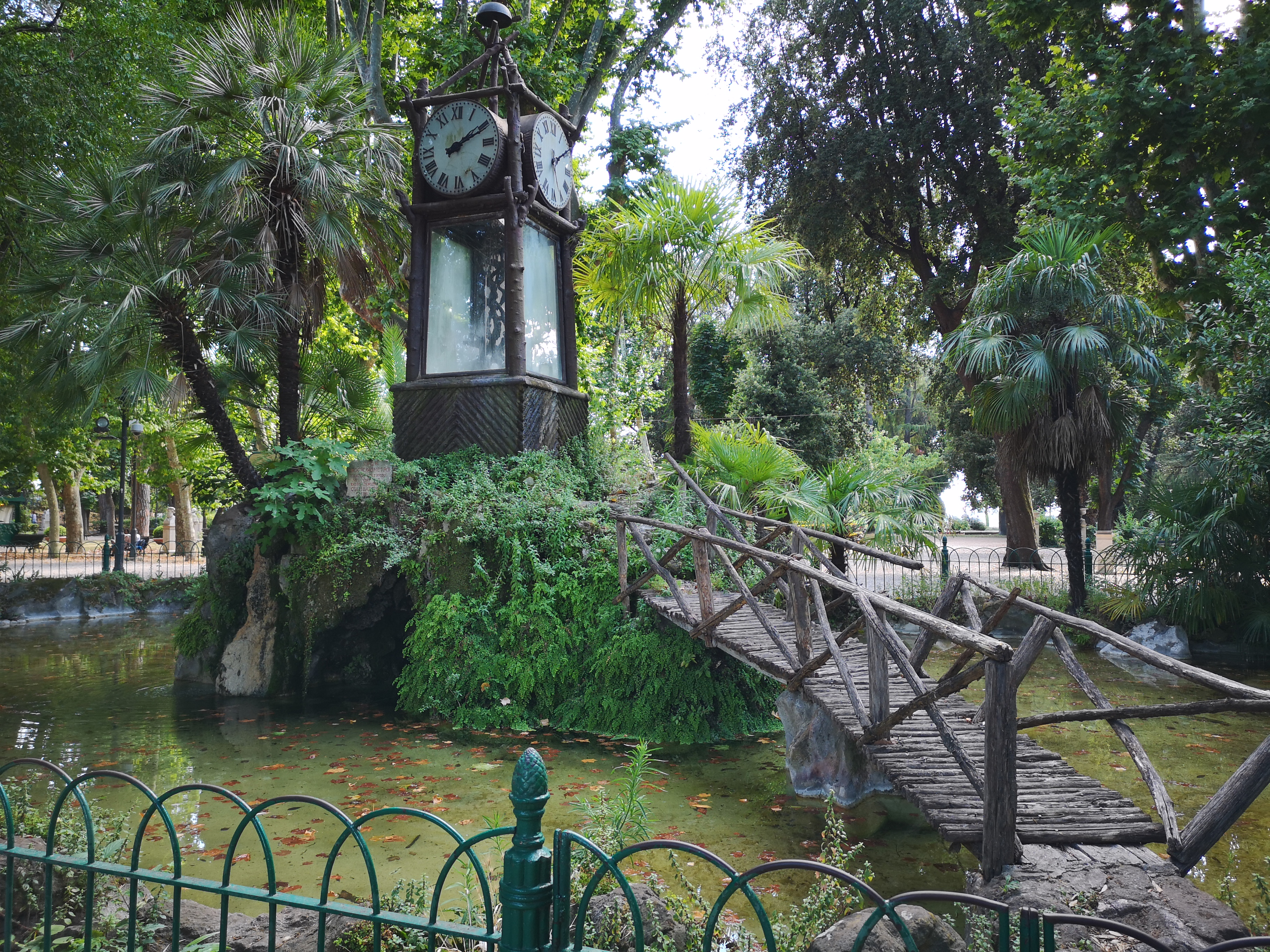
Disposizione dell'idrocronometro

L’orologio è circondato da una fitta vegetazione, immerso nel verde e nel silenzio di questo bellissimo parco, si erge sopra un isolotto raggiungibile attraverso un ponte in legno (chiuso al pubblico). Il laghetto artificiale è circondato da una recinzione ed è situato in Viale dell’Orologio. A scegliere la disposizione è stato Gioacchino Ersoch, un architetto del comune di Roma, egli decise infatti di posizionare l’orologio al di sopra di una massa di rocce artificiali.  

## Funzionamento
Si tratta di un idrocronometro di cui l’acqua è il motore principale. Un getto d’acqua riempie, in modo alternato, una delle due vaschette presenti, entrambe a forma di foglia allungata, esse oscillano come le braccia di una bilancia e provocano il movimento delle aste che trasmettono il moto alle lancette. Oltre al movimento delle lancette, l’acqua permette anche di caricare il meccanismo della suoneria, difatti l’acqua si riversa in un recipiente, il canestro. Esso, sospeso da due catene di ottone, si riempie ogni quarto d’ora provocando la discesa e mettendo in movimento la ruota della suoneria. A questo punto si svuota e torna nella sua posizione iniziale per ripetere il ciclo. 
L’orologio, in balia degli agenti atmosferici, negli anni ha subito deterioramenti e non era funzionante nei primi anni 2000. Nel 2004 la Scuola di Formazione Professionale del Centro ELIS propose all'allora sindaco di Roma, Walter Veltroni in visita all'ELIS, di occuparsi gratuitamente della riparazione. Dopo lunghe vicende burocratiche l'orologio fu smontato e portato nella scuola di orologeria ELIS dove furono ricostruiti alcuni pezzi mancanti. Fu riparato e installato nuovamente al suo posto nel giardino del Pincio. Il 29 giugno 2007 ci fu l'inaugurazione dell'orologio con il sindaco, l'on Silvia Costa e Michele Crudele, direttore ELIS. Ci volle altro tempo affinché  il Comune stipulasse l'accordo con ELIS per la manutenzione gratuita che proseguì per alcuni anni fino a che scadde la convenzione. ELIS aveva proposto alcune modifiche all'impianto idrico per permettere un miglior funzionamento, ma non furono accettate. Nel sito archiviato orologiodelpincio.it ci sono maggiori dettagli. I cartelli esposti attorno all'orologio, anche con QR, fanno riferimento al vecchio sito per telefoni dell'epoca, di cui esiste una versione archiviata oropincio.it